# Atmosfera di Tritone

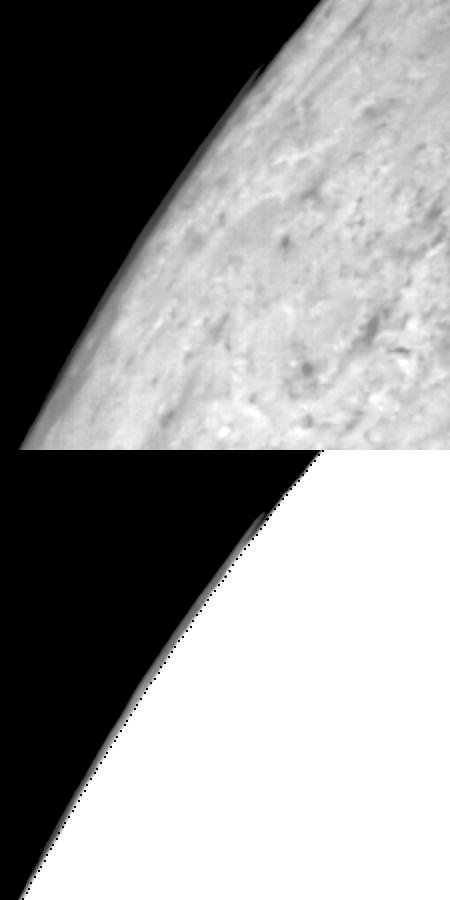
Atmosfera di Tritone

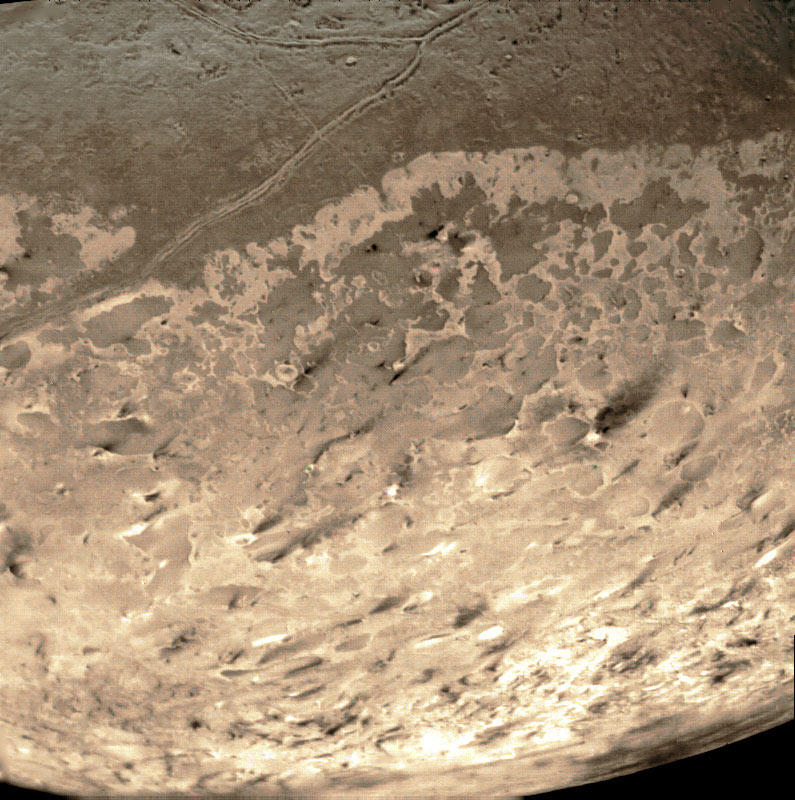
Geyser su Tritone

Tritone con i suoi 2707 km di diametro è il più grande satellite naturale di Nettuno; possiede un'atmosfera che ha origine dall'interno del corpo celeste e si compone prevalentemente di azoto, tracce di metano, tracce di argon e monossido di carbonio, per uno spessore di circa 800 km; fortissimi venti trasportano particelle di polvere per tutti il globo e nubi sottili alcuni chilometri sorvolano la superficie.
La sua pressione superficiale risulta di 15×10−6 atmosfere, cioè circa 1/70 000 di quella terrestre.
I vulcani di ghiaccio rappresentano strutture interessanti, il materiale che eruttano probabilmente è costituito da azoto liquido, da elementi volatili e composti del metano che provengono dall'interno del satellite; imponenti geyser di cui uno alto 8 km alimentano la struttura dell'atmosfera.
Attualmente Tritone sembra essersi riscaldato in modo significativo: questa scoperta è stata possibile grazie a rilevazioni effettuate dal telescopio spaziale Hubble. Il riscaldamento comporta un aumento della pressione atmosferica che è quasi raddoppiata dal periodo in cui Voyager 2 si era avvicinato; conseguentemente aumentando la temperatura il ghiaccio di azoto si vaporizza e ciò innesca un aumento della stessa pressione atmosferica la quale causa un innalzamento globale della temperatura di 2 °C ( da −236 °C a −234 °C) in nove anni.
Comunque questo aumento di calore di Tritone può derivare anche da cicli stagionali, infatti in questo momento il satellite si trova al culmine dell'estate australe e sta ricevendo una maggiore radiazione solare che riscalda la calotta polare e che, di conseguenza, ne muta l'equilibrio climatico. Il colore rosato della calotta polare è dovuto al bianco dell'azoto ghiacciato ed al rosso del metano.